# Curtiss HS
Pour les articles homonymes, voir HS.
 (décembre 2024).
Si vous disposez d'ouvrages ou d'articles de référence ou si vous connaissez des sites web de qualité traitant du thème abordé ici, merci de compléter l'article en donnant les références utiles à sa vérifiabilité et en les liant à la section « Notes et références ».
Les hydravions de la série Curtiss HS sont des bi-triplaces à coque de reconnaissance côtière construits pour les besoins de l'US Navy durant la Première Guerre mondiale. Bien que construits en bois, ils connaîtront une carrière assez longue.

## Développement
Le 6 avril 1917 les États-Unis déclarent officiellement la guerre à l’Allemagne. La Marine des États-Unis doit se déployer le long des côtes françaises et italiennes pour protéger les accès des ports devant lesquels rôdent les sous-marins allemands, particulièrement efficaces en 1916. Mais elle ne dispose que de 54 hydravions, et demande à la France de lui fournir avant la fin de l’année 150 FBA Type H, ce qui est impossible. Glenn H. Curtiss propose alors un appareil monomoteur triplace, version agrandie du Curtiss MF avec la coque du Curtiss H-14, un projet qui avait été refusé l’année précédente par l’US Navy. Équipé d’un moteur 8 cylindres en V Curtiss VXX de 245 ch entraînant une hélice propulsive, le prototype du Curtiss HS-1 décolle de la rivière Niagara, devant l’usine de Buffalo, fin juin 1917. 150 exemplaires du HS-1 sont immédiatement commandés à Curtiss.
Début juillet 1916 Curtiss reçoit un des tout-premiers moteurs Liberty 12 cylindres en V de 330 ch. Ce moteur tant attendu par l’industrie américaine est immédiatement monté sur le prototype du HS-1, qui devient donc HS-1L (pour Liberty). 181 HS-1L sortiront d’usine. Ils seront pratiquement tous modifiés en HS-2L dans les bases aéronavales de l’US Navy, leur identification se confondant donc avec celle des HS-2L.

## Le Curtiss HS-2L
En août 1916 l’Amirauté britannique signale aux Américains que les grenades anti-sous-marines de 82 kg s’avérant sans effet sur les submersibles immergés, elles doivent être remplacées par des grenades de 104 kg. Ce qui nécessite de modifier à nouveau l’appareil : la voilure doit être allongée de 3,66 m, un troisième réservoir installé, l’empennage agrandi et la cellule renforcée. C’est cette version, dont le premier vol a lieu le 21 octobre 1917 à Buffalo, qui sera finalement construite en grande série.
En octobre 1917 l’US Navy estime qu’elle a besoin de 1 185 Curtiss HS-2L pour équiper 11 bases aéronavales en France, 7 en Grande-Bretagne, les écoles aéronavales américaines et canadiennes (Les bases aéronavales en Italie seront équipées de FBA Type H construits par Savoïa). Sur 1236 HS-1L/2L commandés, 1 091 seront construits entre octobre 1917 et novembre 1918, 145 étant annulés en raison de la cessation des hostilités.

## La production
- Boeing Airplane Co, Seattle : 25 avions livrés [A4231/4255], 25 annulés [A4256/4280]
- Curtiss Airplanes & Motors, Buffalo, NY : 674 avions commandés [A800/815, A1549/2207], tous livrés.
- Gallaudet, East Greenwich : 60 avions [A2217/2276], tous livrés.
- Loughead Co, Los Angeles : 2 avions livrés [A4228/4229].
- L-W-F, College Point : 300 avions commandés [A1099/1398], 50 annulés.
- Standard Aircraft, Elizabeth : 150 avions commandés [A1399/1548], 70 annulés.

16 exemplaires supplémentaires furent assemblés à partir de pièces détachées et d'appareils réformés par les bases aéronavales américaines de Miami [A5564/5569], Hampton Roads [A5615/5618], San Diego [A6557/6559], Key West [A5787], Anacostia [A5808], et Coco Solo [A6506], et 7 par NAF [A6507/6513].

## En service

### États-Unis
On comptera en France jusqu'à 182 Curtiss HS-2L en première ligne, répartis sur 8 bases: Aber Wrac'h, Brest-Camaret, l'Ile Tudy, Le Croisic, Le Moutchic, Pauillac, Saint-Trojan et Tréguier (site de la Roche Rouge sur la Jaudy en Plouguiel qui fut équipé de quatre à douze hydravions en 1917 et de 16 appareils en janvier 1918, des FBA de 150 ch des Levy-Besson et Tellier de 200 ch ayant pour emblème de fuselage un coq noir). 385 hydravions furent assemblés à Pauillac pour l'ensemble des unités de l'US Navy opérant en Europe. De nombreux Curtiss HS-2L furent livrés aux unités chargées de la surveillance des côtes américaines et dans les écoles de formation du personnel aéronautique de la Marine. Le HS-2L restera en service dans l’US Navy jusqu’en 1926 pour la formation des équipages.
En mars 1920 l'US Coast Guard ouvrit sa première base aérienne sur une ancienne base de l'US Navy à Morehead City, Caroline du Nord. La Navy lui céda alors quelques Curtiss HS-2L, mais le Congrès n'ayant pas renouvelé les crédits, cette base fermé en 1921.
Après la guerre trois exemplaires seront modifiés en appareils commerciaux avec une cabine fermée pour 5 personnes pour le marché civil [C652, C2420, C5419].

### Canada
La création du Royal Canadian Naval Air Service n’avançant pas aussi rapidement que le gouvernement américain l’aurait souhaité pour assurer l’escorte aérienne des convois maritimes en route vers l’Europe au large des côtes du Canada, le gouvernement canadien autorisa au cours de l’été 1918 la création de deux bases aéronavales américaines en Nouvelle-Écosse, à Dartmouth et North Sydney. Placées sour les ordres du Lt Richard E. Byrd, elles furent équipées de Curtiss HS-2L et fonctionnèrent d’août 1918 à janvier 1919. À leur départ les Américains cédèrent au Canada les équipements terrestres, 12 HS-2L et 26 moteurs Liberty. Les derniers hydravions de la RCN furent réformés en septembre 1928, finissant généralement sur le marché civil.
Dès juin 1919 en effet l’Association de Protection des Forêts du Saint-Maurice, au Québec, obtenait le prêt de deux appareils [ex A1876 et A1878] ; Un premier feu de forêt était signalé début juillet. En 1921 la Laurentide Paper Company reprit à son compte ce type d’opérations et les deux hydravions deviennent respectivement [G-CAAC] en juin 1920 et [G-CAAD] en septembre 1920. Fin 1921 était formé Laurentide Air Service, qui récupérait les deux appareils.
En 1924 le Gouvernement de l’Ontario constitua l’Ontario Govt Forestry Branch, à Sault Ste Marie et effectua des patrouilles forestières sur les HS-2L. 9 HS-2L sur les 18 immatriculés sur le registre civil canadien furent utilisés par les services forestiers de l’Ontario et 2 par l’Ontario Provincial Air Service. Le dernier appareil civil fut radié en 1933.

### Portugal
En 1918 Les États-Unis obtinrent l’autorisation du gouvernement portugais de former une base aéronavale à Horta, dans l’archipel des Açores. Des HS-2L furent donc basés à Horta. 4 exemplaires furent cédés au Portugal au départ de l’US Navy. Cet appareils furent démontés, transférés à Lisbonne, et réassemblés seulement en 1923.

## Les dérivés

### Curtiss HS-3
6 exemplaires construits en 1919 à partir de pièces détachées de HS-2L, la coque étant modifiée. Curtiss construira 4 appareils [A5459/5462] et NAF deux [A5590/5591].

### Aeromarine 80 Aerial Cruiser
Il s'agit d'un Curtiss HS-2L modifié en 1920 en avion commercial, 4 passagers étant installés en poste fermé en avant du pilote et du mécanicien (poste ouvert), le moteur étant toujours un Liberty 12A de 425 ch. Il semble qu’un seul exemplaire ait été construit.

### Aeromarine 85
Similaire au précédent avec poste ouvert pour les passagers. Selon un rapport d’exploitation daté du 20 novembre 1921 Aeromarine Airways a transporté sans le moindre incident 4 762 passagers avec 6 Aeromarine 85 entre les 28 octobre 1920 et 27 octobre 1921. Ces appareils étaient baptisés Pennsylvania, New York, Miami, Florida, Virginia et New Jersey. En 1922 la compagnie disposait d’au moins 12 Aeromarine 85, dont le nom changeait en fonction des besoins. Ainsi un exemplaire fut rebaptisé Presidente Zayas, du nom du Président cubain, pour inaugurer le Highball Express, un service reliant New York à La Havane via Beaufort, Caroline du Sud, et Key West, Floride, entre les 23 et 25 septembre 1921.

### Aeromarine HS
Au moins un exemplaire réalisé en 1921 à Keyport, la cellule d'un HS-2L étant mariée à une nouvelle coque. Baptisé Lady Baltimore II, cet avion fut le seul utilisé par Easter Airways, compagnie aérienne à l’existence éphémère.

## Un Curtiss HS-2L au musée
Un seul HS-2L est conservé au monde, le [G-CAAC] La Vigilante, dans les collections du musée de l’aviation du Canada. On trouve l’histoire de cet avion et de sa restauration ici : http://www.aviation.technomuses.ca/les_collections/artefacts/aeronefs/CurtissHS-2L/